# 朱全昱
朱 全昱（しゅ ぜんいく、? - 916年）は、後梁の初代皇帝朱全忠の長兄。諡は徳靖。

## 人物
末弟の朱全忠が唐を滅ぼした際、兄弟が天下を取る事を憂えて、激しく諌めたと伝えられる。弟の受禅後に広王に封じられた。死後に徳靖の諡と尚書令を追贈された。

## 子女
- 衡王朱友諒
- 恵王朱友能
- 邵王朱友誨

## 旧五代史
『旧五代史』（梁書巻十二 宗室列伝二）の記述。
廣王全昱，太祖長兄，受禅後封。
乾化元年，還睢陽，命内臣拜餞都外。王出宿至於偃師，仍詔其子衡王友諒侍従以歸。庶人簒位，授宋州節度使。貞明二年，卒。

## 資治通鑑
『資治通鑑』の記述。
天祐二年二月戊戌，以安南節度使、同平章事朱全昱為太師，致仕。全昱，全忠之兄也，戇樸無能，先領安南，全忠自請罷之。